# Beachdog
Beachdog is een Nederlandse rockband uit Utrecht. De band werd opgericht door oud-John Coffey-zanger David Achter de Molen.

## Geschiedenis
In 2019 kondigde Achter de Molen aan dat John Coffey een pauze van onbepaalde tijd zou inlassen. Hij wilde een nieuwe band beginnen. Gitarist Ruben Lisman was de eerste die reageerde op een oproep op Instagram. Een jaar later voegde drummer Mex van Gestel zich na een auditie bij de band. Van Gestel en Lisman kenden elkaar al van de rockacademie in Tilburg. Bassist Vincent Kuijpers volgde later, eveneens na een auditie. Ook hij had gestudeerd aan de rockacademie van Tilburg. Gitarist Sybrand Hiemstra was de laatste die zich bij de bezetting voegde, in augustus 2021.
In 2021 brachten ze de single Crawl in Pieces uit op 7" vinyl. In 2022 volgde hun titelloze debuutalbum. De band stond in 2022 op diverse festivals waaronder Appelpop, Paaspop en de Zwarte Cross. Hierna werd het stil rond de band.

## Stijl
Tim Veerwater van OOR hoorde op het album de sound van John Coffey in de nummers die richting punk neigen, maar hoorde vooral grunge.